# Чупис Ірина Євгенівна
Ірина Євгенівна Чупис (30 березня 1937, Москва — 22 листопада 2021) — українська вчена-фізик, доктор фізико-математичних наук, доцентка, лауреатка Державної премії України в галузі науки і техніки, перекладачка, поетеса, драматург.

## Життєпис
Народилась в Москві, в родині службовців.
У 1959 році закінчила фізико-математичний факультет Харківського університету за фахом «теоретична фізика», після чого поступила там же в аспірантуру, яку закінчила у 1962 році.
У 1962—1964 роках працювала в Сухумському фізико-технічному інституті (тоді «Поштова скринька 0908»). Згодом перейшла на педагогічну роботу. Викладала фізику в Ужгородському (1964—1966) та Далекосхідному університетах (Владивосток, 1966—1975). У 1975 році повернулась до Харкова, працює у Фізико-технічному інституті низьких температур імені Б. І. Вєркіна НАН України. З 1 червня 1986 року і до смерті 22 листопада 2021 року — провідний науковий співробітник відділу теоретичної фізики цього наукового закладу.

## Літературна творчість
Вірші почала писати ще у дитинстві, однак друкуватись почала з 1995 року. Літературним дебютом стала книга перекладів англомовної поезії «рос. Любви себя открой». У 2012 році стала членом Спілки письменників Росії.

### Видання
- «Любви себя открой», вибрані переклади, 1995, МП «Видавець», Харків
- «Идеалисты», п'єса, 1997, «Лествица Марии», Харків
- Шекспир «Сонеты», переклади 2002, ТАЛ «Слобожанщина», Харків; 2008, «Факт», Харків
- «Откровения», вірші різних років, 2004, ТАЛ «Слобожанщина», Харків
- «Два духа, две любви», п'єса, 2004, «Константа», Харків
- «Сувенир», вірші і переклади 2005, «Факт», Харків
- «Пьесы», 2006, «Факт», Харків
- «Резонансы», 2008, «Факт», Харків
- «От сердца к сердцу» (поетичне прочитання сонат Людвіга ван Бетховена), 2010, «Факт», Харків
- «Напой мне, музыка, слова», 2012, «Факт», Харків

## Нагороди

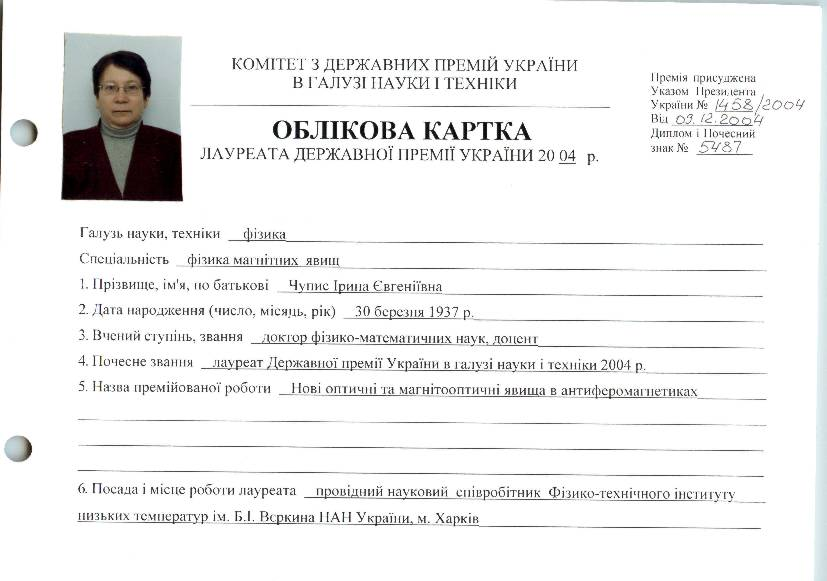
Облікова картка Лауреата Державної премії України Чупис Ірини Євгенівни

- Державна премія України в галузі науки і техніки (2004) — за цикл праць «Нові оптичні та магнітооптичні явища в антиферомагнетиках» (спільно з Петровим Ельмаром Григоровичем, Гнатченком Сергієм Леонідовичем, Харченком Миколою Федоровичем, Гнезділовим Володимиром Петровичем, Єременком Андрієм Вікторовичем, Фоміним Валерієм Ігнатовичем, Пашкевичем Юрієм Георгійовичем і Любчанським Ігорем Леонідовичем)[3].